# Tshelpa-Kloster
Das Kloster Tshelpa (tib.: tshal pa) auch Yanggön (tib.: yang dgon) befindet sich im Gebiet von Lhasa in Tibet, ca. 10 Kilometer östlich der Innenstadt von Lhasa in der Gemeinde Tshelgungthang am südlichen Ufer des Lhasa He (tshal gung thang) von Chengguan. Es war ursprünglich ein Kloster der Kagyü-Schule und wurde später der Gelug-Schule angegliedert.
Es ist das Gründungskloster der Tshelpa-Kagyü-Schule (tib.: tshal pa bka' brgyud pa), eines der vier großen Zweige der Kagyü-Schulrichtung (Barom-, Karma-, Phagdru- und Tshelpa-Kagyü) des tibetischen Buddhismus, der sich wiederum in vier Hauptschulen (Nyingma, Kagyü, Sakya und Gelug) aufteilt.
Von den Einheimischen wird es als „Yanggön-Kloster“ bezeichnet.
1175 wurde es von dem charismatischen Gründer der Tshelpa-Kagyü-Schule Lama Shang (bla ma zhang) gegründet, der auch der Gründer des 1187 bei Lhasa gegründeten Klosters Tshel Gungthang ist.
Das Tshelpa-Kloster wurde später zerstört, das heute zu sehende Kloster wurde in den frühen 1950er-Jahren wieder aufgebaut, der heutige Tempel ist viel kleiner als der ursprüngliche.